# Dysstroma fumata
Dysstroma fumata là một loài bướm đêm trong họ Geometridae.

## Hình ảnh

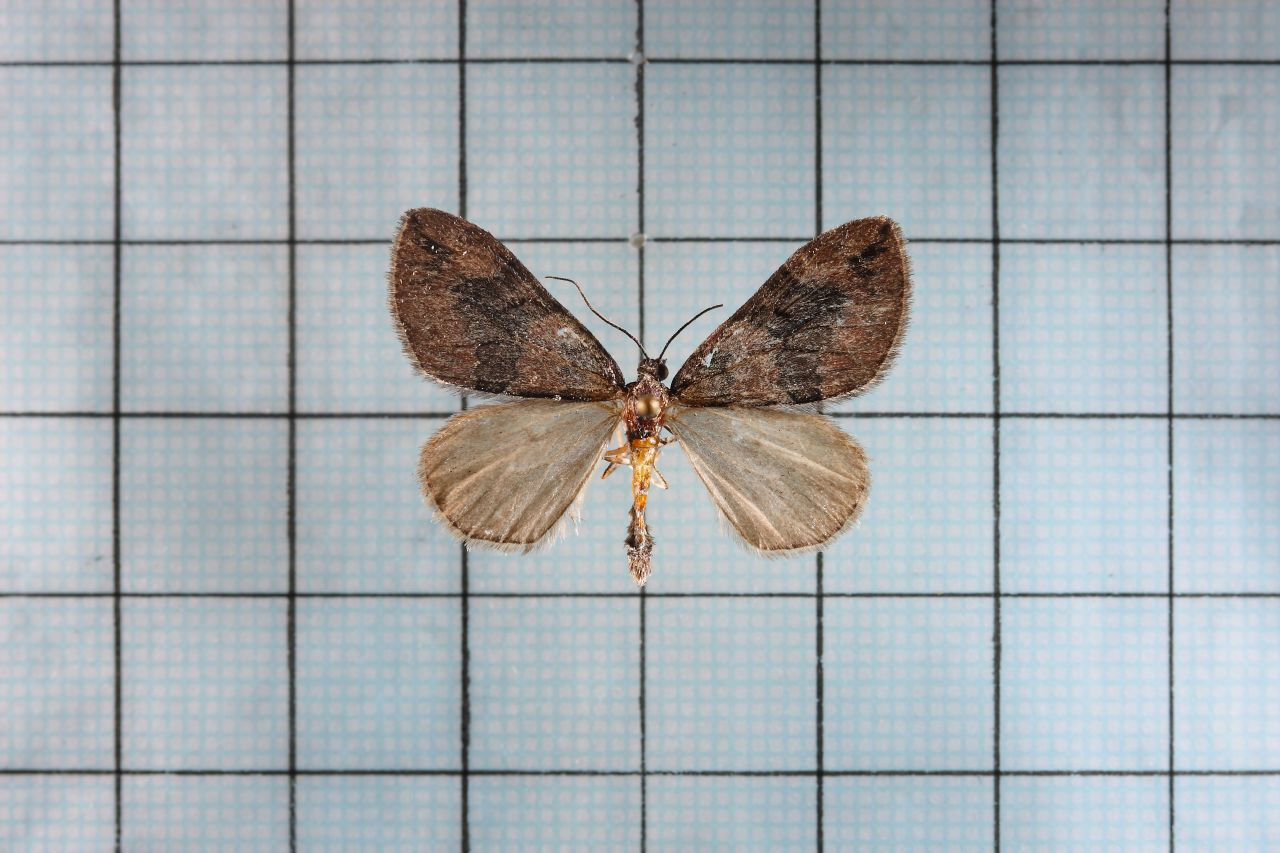
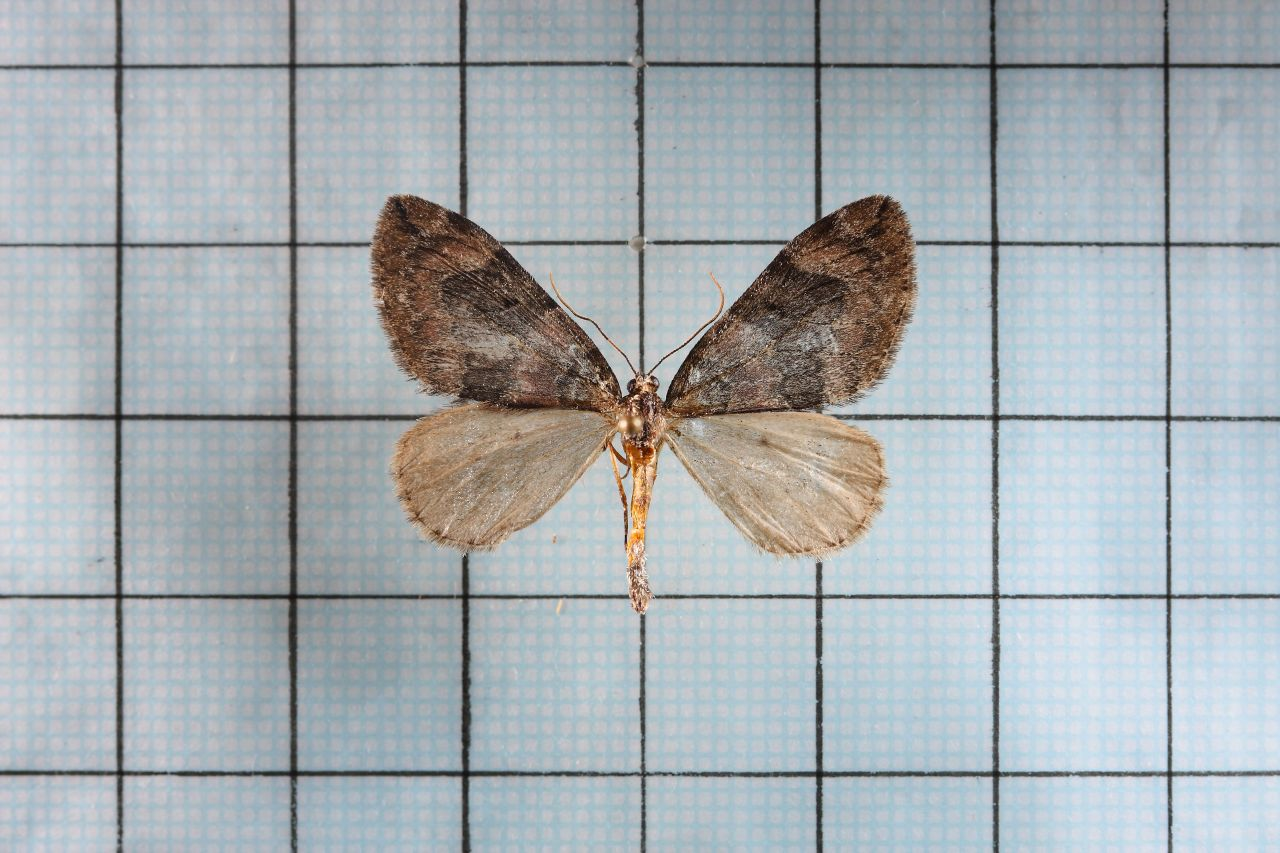
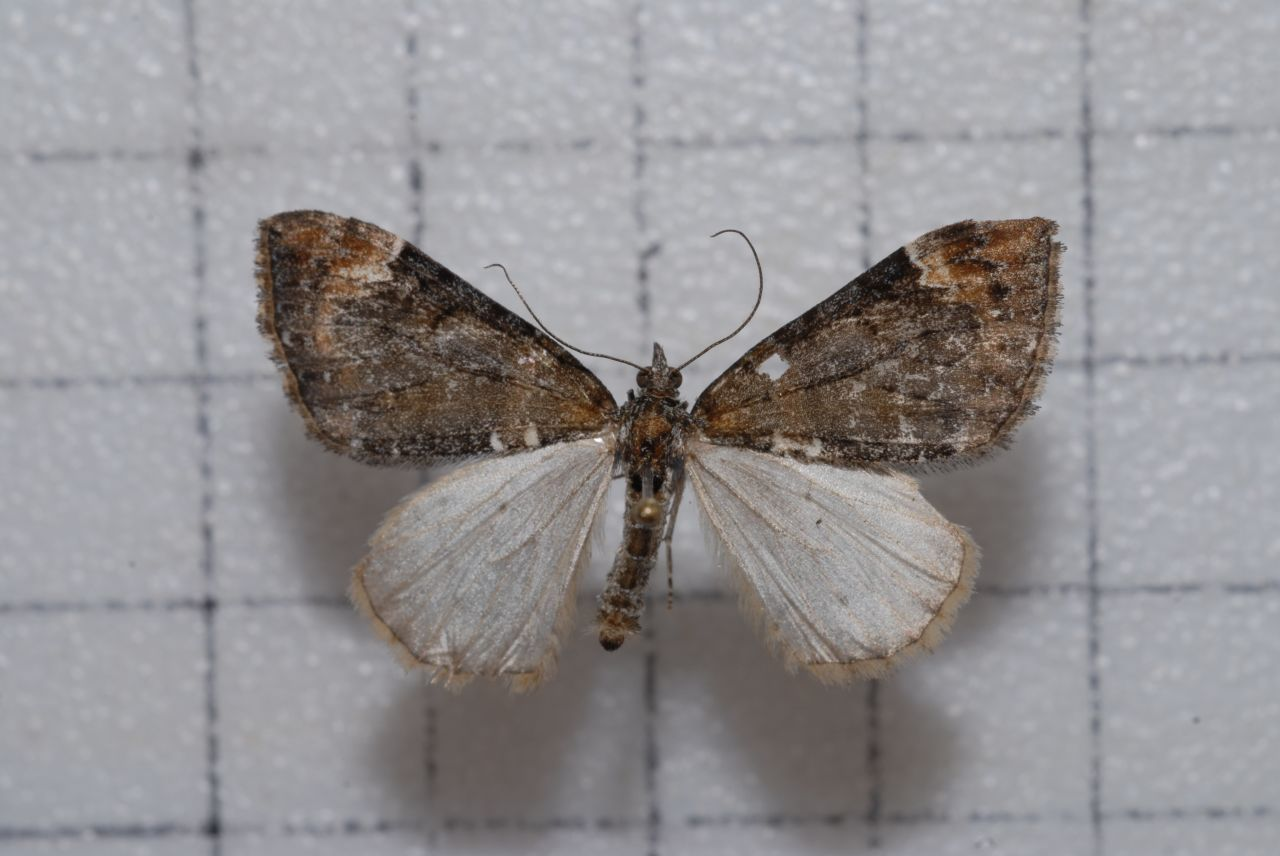